# محمد العزو
محمد العزو (1369هـ  ــ 1446 هـ/ 1950م ـ 2025/6/6م)   ، باحث وأثري متخصص في تاريخ وآثار سوريا والمنطقة المحيطة بها.

## ولادته وتحصيله
وُلد محمد العزو عام 1950، في محافظة الرقة السورية، في شنينة، من عشيرة الذياب العفيدلية الشعبانية الزبيدية.مما يعكس عمق جذوره في المنطقة وتراثها.درس المرحلة الابتدائية في مدرسة الرشيد الابتدائيةو الإعدادية عام(1967م) في إعدادية الرشيد، و المرحلة الثانوية في ثانوية الرشيد، حصل على شهادة الثانوية العامة الفرع الأدبي عام 1970م.شغفه بالعلم دفعه للسفر  إلى جمهورية تشيكوسلوفاكيا آنذاك  لمتابعة دراسته الجامعية. حصل على درجة الماجستير في الآثار الكلاسيكية وتاريخ الفنون الجميلة عام 1979 من جامعة تشارلز الرابع العريقة.كانت رسالة الماجستير بعنوان هام يسلط الضوء على كنوز سوريا الأثرية والفنية: "الآثار والفنون الجميلة في سورية خلال العصر الكلاسيكي".

## عمله ووظائفه
في عام (1979م) عاد إلى سوررية وشغل رئيس شعبة معاون في دائرة أثار الرقة. في عام 1980 انتقل إلى جامعة الملك سعود في المملكة العربية السعودية، حيث عُين محاضراً في كلية الآداب قسم الآثار والمتاحف.قام بتدريس مواد متنوعة وهامة شملت:
- آثار الشرق الأدنى القديم
- الفن العربي قبل الإسلام
- آثار الجزيرة العربية قبل الإسلام
- تاريخ الفنون الإسلامية

في عام(1984م ) عين بوظيفة باحث في/مركز خدمة المجتمع والتعليم المستمر / التابع لجامعة الملك سعود وهذا يدل على اهتمامه بنشر المعرفة وخدمة المجتمع.
وفي عام(1987م) عاد إلى سورية، وعين أمينأ لمتحف الرقة في دائرة آثار ومتاحف الرقة، تترأس العديد من البعثات الأثرية المحلية للتنقيب عن الآثار في مواقع هامة في الرقة مثل تل الأسود وموقع سورا الأثري وغيرها، مساهماً بشكل مباشر في الكشف عن تاريخ المنطقة.شارك بفعالية في أعمال التنقيب الأثري مع جميع البعثات الأجنبية والوطنية التي عملت في الرقة وفي مناطق أخرى من الجزيرة الفراتية، مما أثرى خبرته ومعرفته الأثرية.ألقى العديد من المحاضرات الأثرية والتاريخية في مختلف المدن السورية (الرقة، حلب، حمص، الحسكة)، مساهماً في نشر الوعي بأهمية التراث الوطني. شارك في عدة مؤتمرات داخل سوريا تناولت مواضيع البحث الأثري والتراثي، مقدماً رؤاه وإسهاماته العلمية.كان له دوراً محورياً في تشكيل جمعية العاديات فرع الرقة عام 2004، وحصل على موافقة الجهات المختصة لتأسيسها.في البداية، انتُخب الأستاذ عبد اللطيف خطاب رئيساً للجمعية. في عام 2006، انتُخب الباحث الأستاذ محمد العزو رئيساً للجمعية، ولا يزال يشغل هذا المنصب حتى الآن، مما يدل على المكانة والتقدير الذي يحظى به في الأوساط الثقافية والمجتمعية في الرقة.وتُعنى جمعية العاديات بالشأن التاريخي والأثري والاجتماعي والوطني، وتلتزم بالحياد التام عن الخوض في المسائل السياسية والدينية، مركزة جهودها على خدمة التراث والمجتمع.قامت الجمعية بدور فاعل في تكريم الشخصيات الرقية البارزة التي كان لها إسهامات قيمة في المجتمع. نظمت الجمعية العديد من المحاضرات والندوات التي استضافت متحدثين على مستوى سوريا وداخل المحافظة، مما ساهم في إثراء الحياة الثقافية في الرقة.

## مؤلفاته
صدر له كتاب مطبوع بعنوان(حضارة الفرات الأوسط والبليخ). من الحجم الكببر، يعتبر إضافة نوعية وهامة للمكتبة الأثرية والتاريخية. هذا الكتاب يتناول بعمق تاريخ وحضارات هذه المنطقة الحيوية من سوريا، مستنداً إلى خبرته الطويلة في التنقيب والدراسة.يركز على منطقة الفرات الأوسط ووادي البليخ، وهما منطقتان غنيتان بالمواقع الأثرية التي تعود لعصور مختلفة.
ومرجعاً هاماً للباحثين والطلاب والمهتمين بتاريخ وآثار سوريا القديمة. يساهم في إثراء المحتوى العربي المتخصص في هذا المجال.ويعمل على توثيق وحفظ تاريخ وحضارات هذه المنطقة للأجيال القادمة.

## حياته الشخصية
هو متزوج وله ابن وثلاث بنات.

## وفاته
وتوفي محمد العزو  يوم الجمعة بتاريخ ٦ حزيران من عام ٢٠٢٥، و المصادف اول عيد الأضحى المبارك.يوافق العاشر من ذي الحجة لعام 1446 هجري.

## وصلات خارجية
الباحث الاثري محمد العزو ابو آثار